# Ultraleichtfluggelände Dorstadt

i7
i11
i13
Das Ultraleichtfluggelände Dorstadt liegt in der Gemeinde Dorstadt im Landkreis Wolfenbüttel in Niedersachsen. Der Platzhalter und Betreiber ist der Landsitz Rittergut Dorstadt e. V.

## Lage
Das Ultraleichtfluggelände liegt etwa 1 km westlich von Dorstadt.

## Flugbetrieb
Das Ultraleichtfluggelände besitzt eine Betriebsgenehmigung für Luftsportgeräte. Es ist mit einer 370 m langen und 15 m breiten Start- und Landebahn aus Gras (Richtung 10/28) ausgestattet. Es dient dem Betrieb mit Ultraleichtflugzeugen des Platzhalters sowie Dritter mit vorheriger Genehmigung des Platzhalters (PPR).

## Geschichte
Das Ultraleichtfluggelände Dorstadt wurde ursprünglich am 6. März 2010 mit Konstantin von Löbbecke als Platzhalter genehmigt. Am 19. Februar 2018 wurde die Platzhalterschaft auf den Landsitz Rittergut Dorstadt e. V. übertragen.